# 孔憲瑴
孔憲瑴（1826年—？年），字玉雙，號閬卿，行三又行一，山東省曲阜縣人。清朝政治人物。

## 生平
咸豐元年（1851年）辛亥恩科鄉試中式第15名，會試中式第71名，咸豐六年（1856年）丙辰科殿試二甲第三十二名，朝考一等第八名，欽點翰林院庶吉士，歷官戶部員外郎。